# Garding (ciutat)
Garding és una ciutat del districte de Nordfriesland, dins l'Amt Eiderstedt, a l'estat alemany de Slesvig-Holstein. Està situada en el cor de la península d'Eiderstedt.

## Personatges il·lustres
- Theodor Mommsen, historiador, Premi Nobel de Literatura de 1902[2]
- Peter-Jürgen Boock, escriptor i ex-membre del RAF[3]